# 1988年カルガリーオリンピックのクロスカントリースキー競技
1988年カルガリーオリンピックのクロスカントリースキー競技（1988ねんカルガリーオリンピックのクロスカントリースキーきょうぎ）は、2月14日から2月27日までカナダ、アルバータ州のカルガリーから西方約105kmのキャンモアノルディックセンター州立公園クロスカントリーコースで行われた。

## 競技結果

### 男子

#### 30kmクラシカル
- 1988年2月15日
- エントリー91人：完走87人
- Sports-Reference.com (Olympics) のアーカイブ (英語)
- 1988年カルガリーオリンピックのクロスカントリースキー競技 - Olympedia（英語）
- カルガリーオリンピック公式記録(PDF):P576-578

| 順位 | 名前                               | 国・地域     | 記録           |
| ---- | ---------------------------------- | ------------ | -------------- |
| 1    | アレクセイ・プロクロロフ           | ソビエト連邦 | 1時間24分26秒3 |
| 2    | ヴラジーミル・スミルノフ           | ソビエト連邦 | 1時間24分35秒1 |
| 3    | ベガール・ウルバン                 | ノルウェー   | 1時間25分11秒6 |
| 4    | ミハイル・デビアチアロフ           | ソビエト連邦 | 1時間25分31秒3 |
| 5    | ジョルジョ・ヴァンツェッタ         | イタリア     | 1時間25分37秒2 |
| 6    | ポール＝グンナル・ミッケルスプラス | ノルウェー   | 1時間25分44秒6 |
| 7    | ジャンフランコ・ポルヴァーラ       | イタリア     | 1時間26分02秒7 |
| 8    | マルコ・アルバレーロ               | イタリア     | 1時間26分09秒1 |
| 9    | ハッリ・キルヴェスニエミ           | フィンランド | 1時間26分59秒6 |
| 10   | グンデ・スヴァン                   | スウェーデン | 1時間27分30秒8 |
| 20   | 佐々木一成                         | 日本         | 1時間29分59秒2 |
| 37   | 江川淳                             | 日本         | 1時間32分35秒4 |
| 57   | 結城谷行                           | 日本         | 1時間37分11秒9 |
| 77   | 山崎正晴                           | 日本         | 1時間43分58秒3 |

#### 15kmクラシカル
- 1988年2月19日
- エントリー92人：完走85人
- Sports-Reference.com (Olympics) のアーカイブ (英語)
- 1988年カルガリーオリンピックのクロスカントリースキー競技 - Olympedia（英語）
- カルガリーオリンピック公式記録(PDF):P573-575

| 順位 | 名前                               | 国・地域     | 記録      |
| ---- | ---------------------------------- | ------------ | --------- |
| 1    | ミハイル・デビアチアロフ           | ソビエト連邦 | 41分18秒9 |
| 2    | ポール＝グンナル・ミッケルスプラス | ノルウェー   | 41分33秒4 |
| 3    | ヴラジーミル・スミルノフ           | ソビエト連邦 | 41分48秒5 |
| 4    | オッドヴァール・ブロー             | ノルウェー   | 42分17秒3 |
| 5    | ウヴェ・ベルマン                   | 東ドイツ     | 42分17秒8 |
| 6    | マウリーリョ・デ・ゾルト           | イタリア     | 42分31秒2 |
| 7    | ベガール・ウルバン                 | ノルウェー   | 42分31秒5 |
| 8    | ハッリ・キルヴェスニエミ           | フィンランド | 42分42秒8 |
| 9    | マルコ・アルバレーロ               | イタリア     | 42分48秒6 |
| 10   | ジョルジョ・ヴァンツェッタ         | イタリア     | 42分49秒6 |
| 45   | 佐々木一成                         | 日本         | 46分12秒6 |
| 52   | 結城谷行                           | 日本         | 47分08秒4 |
| 68   | 山崎正晴                           | 日本         | 50分06秒8 |

#### 4×10kmリレー
- 1988年2月22日
- エントリー16チーム：完走16チーム
- Sports-Reference.com (Olympics) のアーカイブ (英語)
- 1988年カルガリーオリンピックのクロスカントリースキー競技 - Olympedia（英語）
- カルガリーオリンピック公式記録(PDF):P580-582

| 順位 | 名前                                                                                              | 国・地域         | 記録           |
| ---- | ------------------------------------------------------------------------------------------------- | ---------------- | -------------- |
| 1    | ヤン・オットション トーマス・ワシュベリ グンデ・スヴァン トルグニー・モグレアン                   | スウェーデン     | 1時間43分58秒6 |
| 2    | ヴラジーミル・スミルノフ ヴラジミール・サクノフ ミハイル・デビアチアロフ アレクセイ・プロクロロフ | ソビエト連邦     | 1時間44分11秒3 |
| 3    | ラディム・ニッチ ヴァクラフ・コルンカ パヴェル・ベンチ ラディスラフ・シュヴァンダ                 | チェコスロバキア | 1時間45分22秒7 |
| 4    | アンドレアス・グリューネンフェルダー ユルグ・カポル ギアヘム・グイドン イェレミアス・ヴィッガー   | スイス           | 1時間46分16秒3 |
| 5    | シルビアーノ・バルコ アルベルト・ワルダー ジョルジョ・ヴァンツェッタ マウリーリョ・デ・ゾルト     | イタリア         | 1時間46分16秒7 |
| 6    | ポール＝グンナル・ミッケルスプラス オッドヴァール・ブロー ベガール・ウルバン テリエ・ラングリ     | ノルウェー       | 1時間46分48秒7 |
| 7    | ゲオルク・フィッシャー ヴァルター・クス ヨッヒェン・ベーレ ヘルベルト・フリッツェンヴェンガー     | 西ドイツ         | 1時間48分05秒0 |
| 8    | ヤリ・ラウッカネン ハッリ・キルヴェスニエミ ヤリ・レサネン カリ・リスタネン                       | フィンランド     | 1時間48分24秒0 |
| 9    | イフ・ビロドー アル・ピルシャー ピエール・アルヴィー デニス・ローレンス                           | カナダ           | 1時間48分59秒7 |
| 10   | アンドレ・ブラッター アロイス・シュワルツ ヨハン・スタンドマン アロイス・シュタットローバー       | オーストリア     | 1時間49分14秒5 |
| 14   | 江川淳 佐々木一成 結城谷行 山崎正晴                                                               | 日本             | 1時間51分10秒7 |

#### 50kmフリー
- 1988年2月27日
- エントリー74人：完走61人
- Sports-Reference.com (Olympics) のアーカイブ (英語)
- 1988年カルガリーオリンピックのクロスカントリースキー競技 - Olympedia（英語）
- カルガリーオリンピック公式記録(PDF):P578-580

| 順位 | 名前                                 | 国・地域     | 記録           |
| ---- | ------------------------------------ | ------------ | -------------- |
| 1    | グンデ・スヴァン                     | スウェーデン | 2時間04分30秒9 |
| 2    | マウリーリョ・デ・ゾルト             | イタリア     | 2時間05分36秒4 |
| 3    | アンドレアス・グリューネンフェルダー | スイス       | 2時間06分01秒9 |
| 4    | ベガール・ウルバン                   | ノルウェー   | 2時間06分32秒3 |
| 5    | ホルガー・バウロート                 | 東ドイツ     | 2時間07分02秒4 |
| 6    | ヤン・オットション                   | スウェーデン | 2時間07分34秒8 |
| 7    | カリ・リスタネン                     | フィンランド | 2時間08分08秒1 |
| 8    | ウヴェ・ベルマン                     | 東ドイツ     | 2時間08分18秒6 |
| 9    | ポール＝グンナル・ミッケルスプラス   | ノルウェー   | 2時間08分20秒0 |
| 10   | ジャンフランコ・ポルヴァーラ         | イタリア     | 2時間08分40秒3 |
| 32   | 佐々木一成                           | 日本         | 2時間13分09秒6 |
| 39   | 結城谷行                             | 日本         | 2時間16分24秒7 |
| 42   | 江川淳                               | 日本         | 2時間17分52秒8 |

### 女子

#### 10kmクラシカル
- 1988年2月14日
- エントリー53人：完走51人
- Sports-Reference.com (Olympics) のアーカイブ (英語)
- 1988年カルガリーオリンピックのクロスカントリースキー競技 - Olympedia（英語）
- カルガリーオリンピック公式記録(PDF):P568-570

| 順位 | 名前                             | 国・地域     | 記録           |
| ---- | -------------------------------- | ------------ | -------------- |
| 1    | ヴィダ・ヴェンセニェ             | ソビエト連邦 | 30分08秒3      |
| 2    | ライサ・スメタニナ               | ソビエト連邦 | 30分17秒0      |
| 3    | マルヨ・マティカイネン           | フィンランド | 2時間08分08秒1 |
| 4    | スヴェトラナ・ナゲイキナ         | ソビエト連邦 | 30分26秒5      |
| 5    | タマラ・チホノワ                 | ソビエト連邦 | 30分38秒9      |
| 6    | インゲル＝ヘレネ・ニブローテン   | ノルウェー   | 30分51秒7      |
| 7    | ピルッコ・マーッタ               | フィンランド | 30分52秒4      |
| 8    | マリー＝ヘレネ・ウェスティン     | スウェーデン | 30分55秒3      |
| 9    | マルヤ＝リーサ・キルヴェスニエミ | フィンランド | 30分57秒0      |
| 10   | ジモーネ・オーピッツ             | 東ドイツ     | 31分14秒3      |

#### 5kmクラシカル
- 1988年2月17日
- エントリー63人：完走62人
- Sports-Reference.com (Olympics) のアーカイブ (英語)
- 1988年カルガリーオリンピックのクロスカントリースキー競技 - Olympedia（英語）
- カルガリーオリンピック公式記録(PDF):P567-568

| 順位 | 名前                             | 国・地域     | 記録      |
| ---- | -------------------------------- | ------------ | --------- |
| 1    | マルヨ・マティカイネン           | フィンランド | 15分04秒0 |
| 2    | タマラ・チホノワ                 | ソビエト連邦 | 15分05秒3 |
| 3    | ヴィダ・ヴェンセニェ             | ソビエト連邦 | 15分11秒1 |
| 4    | アンネ・ヤーレン                 | ノルウェー   | 15分12秒6 |
| 5    | マルヤ＝リーサ・キルヴェスニエミ | フィンランド | 15分16秒7 |
| 6    | インゲル＝ヘレネ・ニブローテン   | ノルウェー   | 15分17秒7 |
| 7    | マリー＝ヘレネ・ウェスティン     | スウェーデン | 15分28秒9 |
| 8    | スヴェトラナ・ナゲイキナ         | ソビエト連邦 | 15分29秒9 |
| 9    | マリアンネ・ダールモ             | ノルウェー   | 15分30秒4 |
| 10   | ライサ・スメタニナ               | ソビエト連邦 | 15分35秒9 |

#### 4×5kmリレー
- 1988年2月21日
- エントリー12チーム：完走12チーム
- Sports-Reference.com (Olympics) のアーカイブ (英語)
- 1988年カルガリーオリンピックのクロスカントリースキー競技 - Olympedia（英語）
- カルガリーオリンピック公式記録(PDF):P572-573

| 順位 | 名前 | 国・地域         | 記録           |
| ---- | --- | ---------------- | -------------- |
| 1    | スヴェトラナ・ナゲイキナ ニナ・ガブリリュク タマラ・チホノワ アンフィサ・レスツォワ                     | ソビエト連邦     | 59分51秒1      |
| 2    | トルーデ・ディベンダール マリット・ヴォルド アンネ・ヤーレン マリアンネ・ダールモ                       | ノルウェー       | 1時間01分33秒0 |
| 3    | ピルッコ・マーッタ マルヤ＝リーサ・キルヴェスニエミ マルヨ・マティカイネン ヤーナ・サヴォライネン       | フィンランド     | 1時間01分53秒8 |
| 4    | カリン・トーマス サンドラ・パルパン エヴィ・クラッツァー クリスチナ・ギリ＝ブリュッガー                 | スイス           | 1時間01分59秒4 |
| 5    | ケルスティン・モーリング ジモーネ・オーピッツ ジルケ・ブラウン ジモーネ・グライナー＝ペーター           | 東ドイツ         | 1時間02分22秒6 |
| 6    | リス・フロスト アンナ＝レナ・フリッツォン カリン・ランベリ＝スコーギ マリー＝ヘレネ・ウェスティン       | スウェーデン     | 1時間02分24秒9 |
| 7    | ルボミラ・バラジョワ ヴェラ・クリムコワ イヴァナ・ラドロワ アルジュベータ・ハブランチコワ               | チェコスロバキア | 1時間03分37秒1 |
| 8    | ドロカス・デンハートグ レスリー・トンプソン ナンシー・フィデラー レスリー・クリチコ                     | アメリカ合衆国   | 1時間04分08秒8 |
| 9    | アンジェラ・シュミット＝フォスター キャロル・ギブソン ローナ・サセヴィリー マリー＝アンドリー・マッソン | カナダ           | 1時間04分22秒6 |
| 10   | クララ・アングレール グイディーナ・ダルサッソ エレナ・デスデリ ステファーニア・ベルモンド               | イタリア         | 1時間04分23秒6 |

#### 20kmフリー
- 1988年2月25日
- エントリー55人：完走52人
- Sports-Reference.com (Olympics) のアーカイブ (英語)
- 1988年カルガリーオリンピックのクロスカントリースキー競技 - Olympedia（英語）
- カルガリーオリンピック公式記録(PDF):P570-571

| 順位 | 名前                           | 国・地域     | 記録      |
| ---- | ------------------------------ | ------------ | --------- |
| 1    | タマラ・チホノワ               | ソビエト連邦 | 55分53秒6 |
| 2    | アンフィサ・レスツォワ         | ソビエト連邦 | 56分12秒8 |
| 3    | ライサ・スメタニナ             | ソビエト連邦 | 57分22秒1 |
| 4    | クリスチナ・ギリ＝ブリュッガー | スイス       | 57分37秒4 |
| 5    | ジモーネ・オーピッツ           | 東ドイツ     | 57分54秒3 |
| 6    | マヌエラ・ディ・チェンタ       | イタリア     | 57分55秒2 |
| 7    | ケルスティン・モーリング       | 東ドイツ     | 58分17秒2 |
| 8    | マリアンネ・ダールモ           | ノルウェー   | 58分31秒1 |
| 9    | アンナ＝レナ・フリッツォン     | スウェーデン | 58分37秒4 |
| 10   | マリー＝ヘレネ・ウェスティン   | スウェーデン | 58分39秒4 |

## 各国メダル数
| 順 | 国・地域         | 金 | 銀 | 銅 | 計 |
| -- | ---------------- | -- | -- | -- | -- |
| 1  | ソビエト連邦     | 5  | 5  | 3  | 13 |
| 2  | スウェーデン     | 2  | 0  | 0  | 2  |
| 3  | フィンランド     | 1  | 0  | 2  | 3  |
| 4  | ノルウェー       | 0  | 2  | 1  | 3  |
| 5  | イタリア         | 0  | 1  | 0  | 1  |
| 6  | スイス           | 0  | 0  | 1  | 1  |
| 6  | チェコスロバキア | 0  | 0  | 1  | 1  |